# 겔폰트-슈나이더 정리
겔폰트-슈나이더 정리(Gelfond-Schneider theorem, -定理)는 특정한 대수적 수의 조합이 초월수라는 것을 의미하는 대수적 수론의 정리이다.

## 역사
소련의 수학자인 알렉산드르 겔폰트, 독일의 수학자인 테오도어 슈나이더가 1934년에 독립적으로 증명하였다. 이 정리는 힐베르트의 7번째 문제가 긍정적으로 해결하는 역할을 한다.

## 공식화와 응용
a와 b가 대수적 수이고 a ≠ 0, log a ≠ 0이며 b가 무리수이면 ab는 초월수가 된다.
로그에 대한 등가 공식(로그의 밑이 임의로 선택됨)은 다음과 같다.
- 만약 a, b가 0이나 1과 같지 않은 대수적 수라면 {\displaystyle \log(b)/\log(a)}는 유리수이거나 초월수이다.
- 만약 {\displaystyle \log(a),\log(b)}가 유리수에 대해 선형으로 독립적이라면 그들은 대수적 수에도 선형으로 독립적이다.

### 설명
- a와 b의 값은 실수에 제한되지 않으며 복소수도 허용된다. (여기서 복소수는 실수부와 허수부 모두 실수일지라도 0이 아닌 허수부 가질 때 실수로 간주되지 않는다.)
- 일반적으로 ab = exp(b log a)는 다가 함수이며 여기서 로그는 복소수 로그를 나타낸다. 이것은 정리의 진술에서 "임의의 값"이라는 구절을 설명한다.
- 정리의 등가 공식은 다음과 같다: α와 γ가 0이 아닌 대수적 수이고 우리가 α의 0이 아닌 로그들을 취한다면 (log γ)/(log α)는 유리수 또는 초월수이다. 이것은 만약 log α, log γ가 유리수들에 대해 일차 독립 집합이면 대수적 수들에 대해 선형적으로 독립적인 로그라고 말하는 것으로 표현할 수 있다. 이 문장이 몇 개의 대수적 수의 로그에서 보다 일반적인 선형으로 일반화되는 것은 초월수 이론의 영역에 있다.
- a와 b가 대수라는 제한이 제거되면 일반적으로 문장은 참으로 유지되지 않는다. 예를 들어 {\displaystyle {\left({\sqrt {2}}^{\sqrt {2}}\right)}^{\sqrt {2}}={\sqrt {2}}^{{\sqrt {2}}\cdot {\sqrt {2}}}={\sqrt {2}}^{2}=2}라고 가정하자. 여기서 a는 √2√2이며 이는 (정리 자체에서 증명된) 대수적이라기보다는 초월적이다. 마찬가지로 a = 3과 b = (log 2)/(log 3)가 초월적이라면 ab = 2는 대수적이라고 말할 수 있다. 초월수 ab을 생성하는 a와 b에 대한 값의 특성화는 알려져 있지 않다.
- 쿠르트 말러는 이러한 정리의 p진수 유사성을 다음과 같이 증명했다: a와 b가 Cp에 있고 Qp의 대수적 폐포의 완비이며 Q에 대해 대수적이라면 {\displaystyle |a-1|_{p}<1} and {\displaystyle |b-1|_{p}<1,} then {\displaystyle (\log _{p}a)/(\log _{p}b)}이다. 여기서 {\displaystyle (\log _{p}a)/(\log _{p}b)}는 p진수 지수 함수이다.

## 필연적인 결과
다음 숫자의 초월은 그 정리로부터 즉시 뒤따른다.
- 겔폰트-슈나이더 상수 {\displaystyle 2^{\sqrt {2}}}와 제곱근 {\displaystyle {\sqrt {2}}^{\sqrt {2}}.}
- 겔폰트 정수 {\displaystyle e^{\pi }=\left(e^{i\pi }\right)^{-i}=(-1)^{-i}=23.14069263\ldots }
- {\displaystyle i^{i}=\left(e^{\frac {i\pi }{2}}\right)^{i}=e^{-{\frac {\pi }{2}}}=0.207879576\ldots }

## 같이 보기
- 린데만-바이어슈트라스 정리
- 베이커의 정리
- 섀뉴얼의 추측

## 참고 문헌
- Baker, Alan (1975), Transcendental number theory, Cambridge University Press, ISBN 978-0-521-20461-3, page 10
- Feldman, N. I.; Nesterenko, Yu. V. (1998), Transcendental numbers, Encyclopedia of mathematical sciences, 44, Springer-Verlag, ISBN 3-540-61467-2, MR1603604
- Gel'fond, A. O. (1960) [1952], Transcendental and algebraic numbers, Dover Phoenix editions, New York: Dover Publications, ISBN 978-0-486-49526-2, MR0057921